# Mark Kondratiuk
Mark Walerjewicz Kondratiuk, ros. Марк Валерьевич Кондратюк (ur. 3 września 2003 w Podolsku) – rosyjski łyżwiarz figurowy, startujący w konkurencji solistów. Mistrz olimpijski (2022 drużynowo), mistrz Europy (2022), medalista zawodów z cyklu Challenger Series i mistrz Rosji (2022).

## Osiągnięcia
| Zawody                                | 16–17          | 17–18          | 18–19          | 19–20          | 20–21          | 21–22          |                |                |                |                |                |                |                |                |                |                |                |                |                |
| Międzynarodowe                        | Międzynarodowe | Międzynarodowe | Międzynarodowe | Międzynarodowe | Międzynarodowe | Międzynarodowe | Międzynarodowe | Międzynarodowe | Międzynarodowe | Międzynarodowe | Międzynarodowe | Międzynarodowe | Międzynarodowe | Międzynarodowe | Międzynarodowe | Międzynarodowe | Międzynarodowe | Międzynarodowe | Międzynarodowe |
| ------------------------------------- | -------------- | -------------- | -------------- | -------------- | -------------- | -------------- | -------------- | -------------- | -------------- | -------------- | -------------- | -------------- | -------------- | -------------- | -------------- | -------------- | -------------- | -------------- | -------------- |
| Zimowe igrzyska olimpijskie           |                |                |                |                |                | 15             |                |                |                |                |                |                |                |                |                |                |                |                |                |
| Mistrzostwa Europy                    |                |                |                |                |                | 1              |                |                |                |                |                |                |                |                |                |                |                |                |                |
| GP Rostelecom Cup                     |                |                |                |                |                | 8              |                |                |                |                |                |                |                |                |                |                |                |                |                |
| CS Memoriał Dienisa Tiena             |                |                |                |                |                | 2              |                |                |                |                |                |                |                |                |                |                |                |                |                |
| CS Nebelhorn Trophy                   |                |                |                |                |                | 3              |                |                |                |                |                |                |                |                |                |                |                |                |                |
| Bosphorus Cup                         |                |                |                | 1              |                |                |                |                |                |                |                |                |                |                |                |                |                |                |                |
| Mentor Toruń Cup                      |                |                |                | 2              |                |                |                |                |                |                |                |                |                |                |                |                |                |                |                |
| Międzynarodowe: Kategorie młodzieżowe |                |                |                |                |                |                |                |                |                |                |                |                |                |                |                |                |                |                |                |
| JGP we Francji                        |                |                |                |                |                | WD             |                |                |                |                |                |                |                |                |                |                |                |                |                |
| Bosphorus Cup                         |                |                | 1 J            |                |                |                |                |                |                |                |                |                |                |                |                |                |                |                |                |
| Memoriał Dienisa Tiena                |                |                |                | 3 J            |                |                |                |                |                |                |                |                |                |                |                |                |                |                |                |
| Minsk-Arena Ice Star                  |                |                | 3 J            | 1 J            |                |                |                |                |                |                |                |                |                |                |                |                |                |                |                |
| Skate Helena                          |                |                | 2 J            |                |                |                |                |                |                |                |                |                |                |                |                |                |                |                |                |
| Zawody drużynowe                      |                |                |                |                |                |                |                |                |                |                |                |                |                |                |                |                |                |                |                |
| Zimowe igrzyska olimpijskie           |                |                |                |                |                | 1              |                |                |                |                |                |                |                |                |                |                |                |                |                |
| Krajowe                               |                |                |                |                |                |                |                |                |                |                |                |                |                |                |                |                |                |                |                |
| Mistrzostwa Rosji                     |                |                |                |                | 3              | 1              |                |                |                |                |                |                |                |                |                |                |                |                |                |
| Mistrzostwa Rosji juniorów            | 16             |                |                |                |                |                |                |                |                |                |                |                |                |                |                |                |                |                |                |